# Philippe Wamba
Pour les articles homonymes, voir Wamba.
Philippe Wamba (3 juin 1971 - 11 septembre 2002) est un journaliste et écrivain afro-américain.

## Biographie
Né dans le comté de Los Angeles en Californie le 3 juin 1971, Philippe Wamba a été élevé à Boston et à Dar es Salam en Tanzanie. Après avoir fréquenté l'International School of Tanganyika, il a obtenu son baccalauréat international au United World College, qui se trouve au Nouveau-Mexique. Fils d’un universitaire et militant congolais, Ernest Wamba dia Wamba, et d’une mère afro-américaine, Elaine Brown, il a été largement influencé par les cultures africaine et afro-américaine. 
Il a obtenu sa licence à l’Université Harvard en 1993 et son Master de journalisme à l’Université Columbia en 1995. Ensuite, il a travaillé sur de nombreux projets de publication, notamment en tant que rédacteur en chef du magazine en ligne Africana.com, lequel site n’est plus en activité. 
Il est décédé le 11 septembre 2002 dans un accident de la route survenu au Kenya, alors qu’il menait une recherche sur la jeunesse africaine et ceux dont on ne parle guère (enfants soldats, filles des rues notamment), dans le cadre d'une bourse qu'il avait reçue de la Fondation Alicia Patterson. Après son décès, une association d’étudiants de l’Université Harvard (Harvard African Students Alumni Network) a annoncé la naissance d’un projet visant à recueillir des fonds pour promouvoir la sécurité routière en Afrique.
En 1999, il avait publié un livre, Kinship : A Family's Journey in Africa and America, un ouvrage défendu par son mentor Henry Louis Gates, directeur du département d’études afro-américaines de l’Université Harvard, et qui a reçu un très bon accueil critique aux États-Unis. Au moment de la publication de son livre, il a de plus a été invité par de nombreuses radios, ce qui lui a donné l'occasion de présenter Kinship et de répondre aux questions de différents auditeurs :
- NPR, le 11 mars 2000
- The Kojo Nnamdi Show, une émission d'une station de radio de Washington, le 5 octobre 2000

Cette dernière émission, qui dure environ une heure, est d'une très grande richesse et permet de comprendre à quel point ce livre a été touchant pour de nombreux lecteurs, qui se sont reconnus dans ce témoignage. Grâce à son double héritage et à sa double appartenance, Philippe Wamba est parvenu à écrire un livre qui permet de redéfinir les rapports entre le monde afro-américain et l’Afrique, en partant de sa propre expérience et de celle de sa famille sur les deux continents, tout en montrant les liens qui unissent les deux continents d'un point de vue historique et culturel. 
Parenté : L'odyssée d'une famille en Afrique et en Amérique, a été publié chez L'Harmattan en février 2016 et permettra également d'offrir à un public francophone un texte riche et original et surtout de faire partager les idées de Philippe Wamba.